# St. Petersburg Open
St. Petersburg Open (rusă Открытый Санкт-Петербург) este un turneu profesionist de tenis pentru bărbați, care se joacă la Sankt Petersburg, Rusia, pe terenuri cu suprafață dură. Face parte din seria ATP Tour 250 a Asociației Profesioniștilor din Tenis (ATP). Turneul are loc în luna septembrie, după încheierea US Open. În competiția de simplu participă 28 de concurenți, în timp ce cea de dublu are 16 echipe de dublu.

## Rezultate

### Simplu
| An   | Campion            | Finalist               | Scor                     |
| ---- | ------------------ | ---------------------- | ------------------------ |
| 2020 | Andrei Rubliov     | Borna Ćorić            | 7–6(7–5), 6–4            |
| 2019 | Daniil Medvedev    | Borna Ćorić            | 6–3, 6–1                 |
| 2018 | Dominic Thiem      | Martin Kližan          | 6–3, 6–1                 |
| 2017 | Damir Džumhur      | Fabio Fognini          | 3–6, 6–4, 6–2            |
| 2016 | Alexander Zverev   | Stan Wawrinka          | 6–2, 3–6, 7–5            |
| 2015 | Milos Raonic       | João Sousa             | 6–3, 3–6, 6–3            |
| 2014 | Nu s-a ținut       | Nu s-a ținut           | Nu s-a ținut             |
| 2013 | Ernests Gulbis     | Guillermo García-López | 3–6, 6–4, 6–0            |
| 2012 | Martin Kližan      | Fabio Fognini          | 6–2, 6–3                 |
| 2011 | Marin Čilić        | Janko Tipsarević       | 6–3, 3–6, 6–2            |
| 2010 | Mikhail Kukushkin  | Mikhail Youzhny        | 6–3, 7–6(7–2)            |
| 2009 | Sergiy Stakhovsky  | Horacio Zeballos       | 2–6, 7–6(10–8), 7–6(9–7) |
| 2008 | Andy Murray        | Andrey Golubev         | 6–1, 6–1                 |
| 2007 | Andy Murray        | Fernando Verdasco      | 6–2, 6–3                 |
| 2006 | Mario Ančić        | Thomas Johansson       | 7–5, 7–6(7–2)            |
| 2005 | Thomas Johansson   | Nicolas Kiefer         | 6–4, 6–2                 |
| 2004 | Mikhail Youzhny    | Karol Beck             | 6–2, 6–2                 |
| 2003 | Gustavo Kuerten    | Sargis Sargsian        | 6–4, 6–3                 |
| 2002 | Sébastien Grosjean | Mikhail Youzhny        | 7–5, 6–4                 |
| 2001 | Marat Safin        | Rainer Schüttler       | 3–6, 6–3, 6–3            |
| 2000 | Marat Safin        | Dominik Hrbatý         | 2–6, 6–4, 6–4            |
| 1999 | Marc Rosset        | David Prinosil         | 6–3, 6–4                 |
| 1998 | Richard Krajicek   | Marc Rosset            | 6–4, 7–6(7–5)            |
| 1997 | Thomas Johansson   | Renzo Furlan           | 6–3, 6–4                 |
| 1996 | Magnus Gustafsson  | Evgheni Kafelnikov     | 6–2, 7–6(7–4)            |
| 1995 | Evgheni Kafelnikov | Guillaume Raoux        | 6–2, 6–2                 |

### Dublu
| An   | Campioni                             | Finaliști                           | Scor                  |
| ---- | ------------------------------------ | ----------------------------------- | --------------------- |
| 2020 | Jürgen Melzer Édouard Roger-Vasselin | Marcelo Demoliner Matwé Middelkoop  | 6–2, 7–6(7–4)         |
| 2019 | Divij Sharan Igor Zelenay            | Matteo Berrettini Simone Bolelli    | 6–3, 3–6, [10–8]      |
| 2018 | Matteo Berrettini Fabio Fognini      | Roman Jebavý Matwé Middelkoop       | 7–6(8–6), 7–6(7–4)    |
| 2017 | Roman Jebavý Matwé Middelkoop        | Julio Peralta Horacio Zeballos      | 6–4, 6–4              |
| 2016 | Dominic Inglot Henri Kontinen        | Andre Begemann Leander Paes         | 4–6, 6–3, [12–10]     |
| 2015 | Treat Huey Henri Kontinen            | Julian Knowle Alexander Peya        | 7–5, 6–3              |
| 2014 | Nu s-a ținut                         | Nu s-a ținut                        | Nu s-a ținut          |
| 2013 | David Marrero Fernando Verdasco      | Dominic Inglot Denis Istomin        | 7–6(8–6), 6–3         |
| 2012 | Rajeev Ram Nenad Zimonjić            | Lukáš Lacko Igor Zelenay            | 6–2, 4-6, [10-6]      |
| 2011 | Colin Fleming Ross Hutchins          | Michail Elgin Alexandre Kudryavtsev | 6–3, 6–7(5–7), [10–8] |
| 2010 | Daniele Bracciali Potito Starace     | Rohan Bopanna Aisam-ul-Haq Qureshi  | 7–6(8–6), 7–6(7–5)    |
| 2009 | Colin Fleming Ken Skupski            | Jérémy Chardy Richard Gasquet       | 2–6, 7–5, [10–4]      |
| 2008 | Travis Parrott Filip Polášek         | Rohan Bopanna Max Mirnyi            | 3–6, 7–6(4–7), [10–8] |
| 2007 | Daniel Nestor Nenad Zimonjić         | Jürgen Melzer Todd Perry            | 6–1, 7–6(7–3)         |
| 2006 | Simon Aspelin Todd Perry             | Julian Knowle Jürgen Melzer         | 6–1, 7–6(7–3)         |
| 2005 | Julian Knowle Jürgen Melzer          | Jonas Björkman Max Mirnyi           | 4–6, 7–5, 7–5         |
| 2004 | Arnaud Clément Michaël Llodra        | Dominik Hrbatý Jaroslav Levinský    | 6–3, 6–2              |
| 2003 | Julian Knowle Nenad Zimonjić         | Michael Kohlmann Rainer Schüttler   | 7–6(7–1), 6–3         |
| 2002 | David Adams Jared Palmer             | Irakli Labadze Marat Safin          | 7–6(10–8), 6–3        |
| 2001 | Denis Golovanov Evgheni Kafelnikov   | Irakli Labadze Marat Safin          | 7–5, 6–4              |
| 2000 | Daniel Nestor Kevin Ullyett          | Thomas Shimada Myles Wakefield      | 7–6(7–5), 7–5         |
| 1999 | Jeff Tarango Daniel Vacek            | Menno Oosting Andrei Pavel          | 3–6, 6–3, 7–5         |
| 1998 | Nicklas Kulti Mikael Tillström       | Marius Barnard Brent Haygarth       | 3–6, 6–3, 7–6         |
| 1997 | Andrei Olhovskiy Brett Steven        | David Prinosil Daniel Vacek         | 6–4, 6–3              |
| 1996 | Evgheni Kafelnikov Andrei Olhovskiy  | Nicklas Kulti Peter Nyborg          | 6–3, 6–4              |
| 1995 | Martin Damm Anders Järryd            | Jakob Hlasek Evgheni Kafelnikov     | 6–4, 6–2              |